# 関ジャニ∞のオールナイトニッポン
『関ジャニ∞のオールナイトニッポン』（かんジャニエイトのオールナイトニッポン）は、ニッポン放送をキーステーションに全国36局同時ネットで2020年7月1日（6月30日深夜）から不定期で放送されている関ジャニ∞の冠ラジオ番組。

## 概要
関ジャニ∞が5人体制となり初の冠ラジオ番組であり、5人体制以降にメンバー全員で生放送のラジオ番組に出演するのは本番組が初である。
「オールナイトニッポン」シリーズとしては、「オールナイトニッポンサタデースペシャル」枠でメンバーの大倉忠義がシンガーソングライターの高橋優と共に『オールナイトニッポンサタデースペシャル 大倉くんと高橋くん』のWパーソナリティ、「オールナイトニッポンGOLD」枠で当時メンバーの錦戸亮が『関ジャニ∞錦戸亮のオールナイトニッポンGOLD』のパーソナリティを務めた経験がある他、ゲストとしては、横山裕・渋谷すばる（当時メンバー）・村上信五・丸山隆平が『ナインティナインのオールナイトニッポン』、安田章大が『WANIMAのオールナイトニッポン 〜にちようび〜』、大倉が『前田裕二のオールナイトニッポン』に出演等があったが、グループ全員で『オールナイトニッポン』のパーソナリティを務めるのは本番組が初である。
本番組は、メンバーの大倉が前述の『大倉くんと高橋くん』のパーソナリティとして2015年4月から2020年3月まで約5年に渡って出演してきた縁もあり、5人のオールナイトニッポン特番のオファーとなった。尚、スタッフも同番組のスタッフを中心に構成されている。
番組初回の放送では、大倉が自身の冠テレビ番組であるフジテレビ系『関ジャニ∞クロニクルF』の収録後に、体温が平熱より少し高かった為、大事をとって本番組を欠席し、4人での放送となった。これに対し大倉は「オールナイトニッポンに戻れることをずっと楽しみにしていましたが非常に残念です。また出られるように今は体調を整えさせていただきます」と本番組にコメントを寄せた。
第2回の放送では大倉も出演し、本番組開始2回目の放送で現メンバー全員の出演を果たした。

## パーソナリティ
- 関ジャニ∞（横山裕・村上信五・丸山隆平・安田章大・大倉忠義[注 2]）

## コーナー
※表記は番組でのオンエア順。
第1回（2020年7月1日放送）
- ボクのわたしの外出自粛中の話、きいてください

誰もが時間をもて余した外出自粛期間に「ヒマすぎて新たに始めたコト」「こんなに自堕落な毎日をすごしてた」の様な"ダメ人間自慢"や、「自分で髪を切ってみたら大失敗」「オンライン飲み会・オンライン授業で経験したハプニング」の様な"やっちまった話"等、STAYHOMEのおうち時間をどの様に過ごしていたかを募集するコーナー。
- 不安になるわ〜〜〜!

関ジャニ∞の楽曲「Re:LIVE」に因んだコーナー。
同曲の歌詞に「逢えない時間に積もらせた根拠の無い不安」というフレーズがあり、「夜中にふと『家に強盗が侵入するんじゃないか!?』と不安になる」等、明確な理由や原因は無いものの、実際に起きたら「何となく不安になりそうなこと」や「何となくイヤな予感がすること」を募集するコーナー。
第2回（2021年11月9日放送）
- ボクがわたしが最近Re:STARTさせたこと

「久しぶりにおばあちゃんに会いに行った」「1年振りに地元の県から外に出た」の様な、長きに渡って緊急事態宣言期間中に我慢していた事や最近再開させた事、緊急事態宣言期間中に何か始める為に準備進めていてやっと始められた事等を募集するコーナー。
- 言われたら、メンタルをズタボロにやられる一言

関ジャニ∞のアルバム『8BEAT』に収録されている楽曲「ズタボロ問答」に因んだコーナー。
言われたらグサっと傷付く様な「コレ言われたら、メンタルやられるなー!」「実際誰かに言われて、心がズタボロになった…」と言う一言を募集するコーナー。

## 放送リスト
| 回 | 放送年 | 放送日  | コーナー                                                                                  | 備考     |
| -- | ------ | ------- | ----------------------------------------------------------------------------------------- | -------- |
| 1  | 2020年 | 7月1日  | 「ボクのわたしの外出自粛中の話、きいてください」 「不安になるわ〜〜〜!」                  | [ 注 4 ] |
| 2  | 2021年 | 11月9日 | 「ボクがわたしが最近Re:STARTさせたこと」 「言われたら、メンタルをズタボロにやられる一言」 | [ 注 5 ] |

## テーマ曲・BGM
- オープニング：Herb Alpert & The Tijuana Brass「BITTERSWEET SAMBA」
- エンディング
  - 関ジャニ∞「Re:LIVE」
- コーナーBGM
  - 第1回
    - ボクのわたしの外出自粛中の話、きいてください：クレイジーケンバンド「タイガー&ドラゴン」
    - 不安になるわ〜〜〜!：関ジャニ∞「Re:LIVE」

  - 第2回
    - ボクがわたしが最近Re:STARTさせたこと：mihimaru GT「ウィガリスター」
    - 言われたら、メンタルをズタボロにやられる一言：高橋優「WC」